# کازوکو

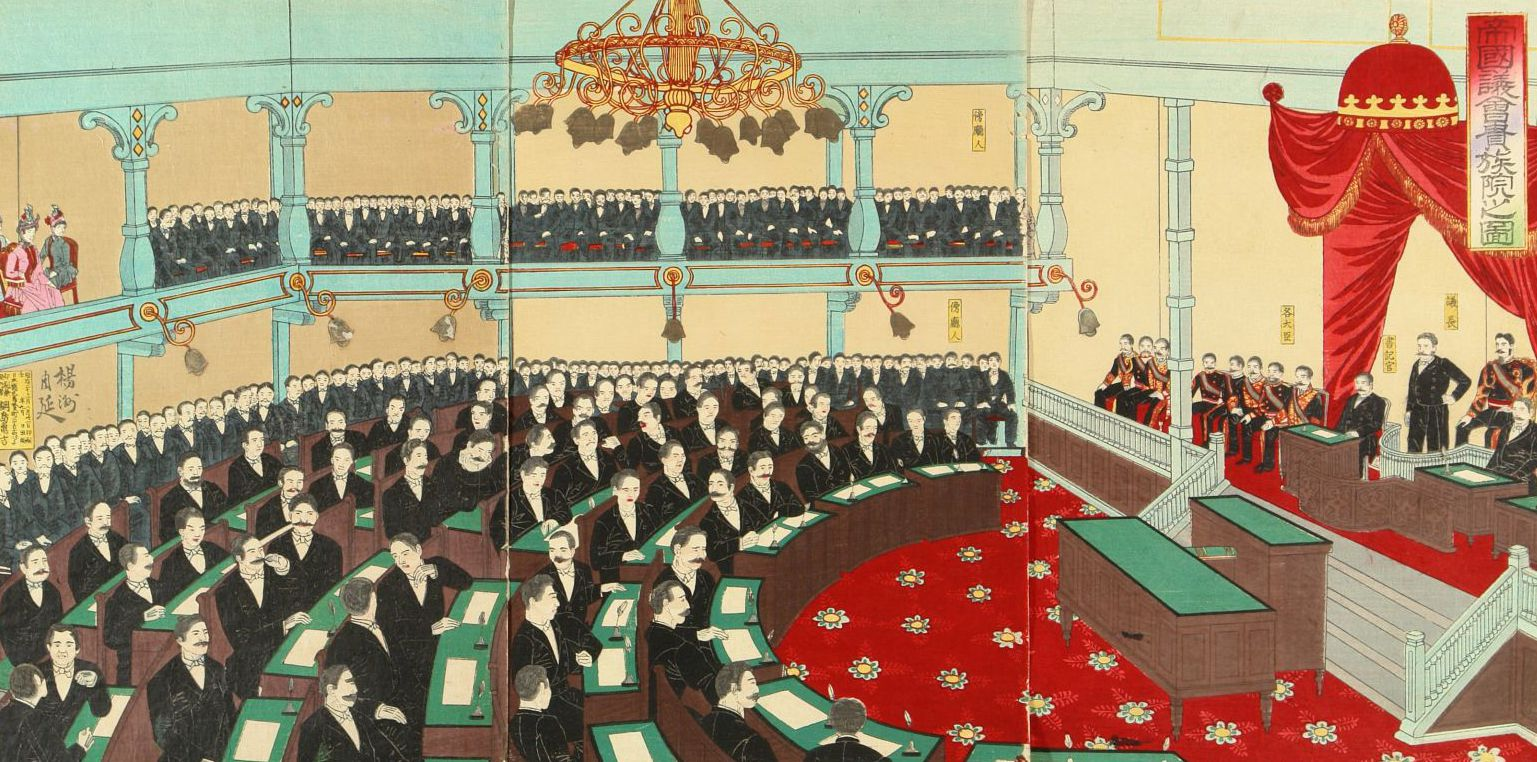
مجلس اعیان (ژاپن)در جلسه با امپراتور میجی در حال سخنرانی. (اوکی‌یو-ئه) چاپ چوبی توسط تویوهارا چیکانوبو، ۱۸۹۰)

کازوکو (به ژاپنی: 華族 Kazoku) به معنی دودمان باشکوه/عالی، مقام اعیانی امپراتوری ژاپن بود که بین سال‌های ۱۸۶۹ و ۱۹۴۷ وجود داشت. از ادغام اربابان فئودال (دایمیو) و اشراف دربار (کوگه) در قالب مقام‌های اشرافی در بریتانیا شکل گرفت. افسران برجسته نظامی، سیاستمداران و دانشمندان گهگاه تا زمان شکست این کشور در جنگ جهانی دوم در سال ۱۹۴۵ (شینکازوکو، شین کازوکو، "تازه اصیل شده") کازوکو می‌شدند. این سیستم با قانون اساسی ژاپن ۱۹۴۷ لغو شد، که هر شکلی از اشرافیت را تحت آن ممنوع می‌کرد، اما فرزندان کازوکو هنوز هسته طبقه بالای سنتی در جامعه کشور را تشکیل می‌دهند، متمایز از افراد تازه‌کار (نودولتان)